# پرسات
شهر پرسات (به آلمانی: Pressath) در ایالت بایرن در کشور آلمان واقع شده‌است.